# Tour d'Espagne 1986
La 41e édition du Tour d'Espagne s'est déroulée du 22 avril au 13 mai 1986, entre Palma de Majorque et Jerez de la Frontera. La course a été remportée par l'Espagnol Álvaro Pino à une vitesse moyenne de 37,398 km/h. Elle comptait 21 étapes pour une distance de 3 675 km.
Le Britannique Robert Millar s'empare de la première place du classement général grâce à sa victoire aux lacs de Covadonga lors de la sixième étape. Il est détrôné cinq jours plus tard par Álvaro Pino, à l'issue du contre-la-montre remporté par Charly Mottet. Pino conserve son maillot jusqu'à l'arrivée à Jerez de la Frontera.

## Équipes participantes
- PDM
- Zor-BH
- Kas
- Kelme
- Seat-Orbea
- Panasonic
- Reynolds
- Fangio-Lois
- Teka
- Pegaso-Système U
- Sélection d'URSS
- Sélection de Pologne
- Zahor
- Dormilón
- Ryalcao Postobón
- Café de Colombia
- Colchón-CR

## Classement général
| \| 1. \| Álvaro Pino \| Espagne \| Zor-BH \| en \| 98 h 16 min 04 s \| \| \| 2. \| Robert Millar \| Royaume-Uni \| Panasonic \| + \| 1 min 06 s \| \| \| 3. \| Sean Kelly \| Irlande \| KAS \| + \| 5 min 19 s \| \| \| 4. \| Reimund Dietzen \| Allemagne \| Teka \| + \| 5 min 58 s \| \| \| 5. \| Marino Lejarreta \| Espagne \| Seat Orbea \| + \| 7 min 12 s \| \| \| 6. \| Pello Ruiz Cabestany \| Espagne \| Seat Orbea \| + \| 7 min 26 s \| \| \| 7. \| Laurent Fignon \| France \| Système U \| + \| 7 min 29 s \| \| \| 8. \| Fabio Parra \| Colombie \| Café de Colombia \| + \| 7 min 44 s \| \| \| 9. \| Anselmo Fuerte \| Espagne \| Zor-BH \| + \| 10 min 50 s \| \| \| 10. \| Pedro Delgado \| Espagne \| PDM \| + \| 11 min 50 s \| \| |                      |             |                  |    |                  |  |
| 1. | Álvaro Pino          | Espagne     | Zor-BH           | en | 98 h 16 min 04 s |  |
| 2. | Robert Millar        | Royaume-Uni | Panasonic        | +  | 1 min 06 s       |  |
| 3. | Sean Kelly           | Irlande     | KAS              | +  | 5 min 19 s       |  |
| 4. | Reimund Dietzen      | Allemagne   | Teka             | +  | 5 min 58 s       |  |
| 5. | Marino Lejarreta     | Espagne     | Seat Orbea       | +  | 7 min 12 s       |  |
| 6. | Pello Ruiz Cabestany | Espagne     | Seat Orbea       | +  | 7 min 26 s       |  |
| 7. | Laurent Fignon       | France      | Système U        | +  | 7 min 29 s       |  |
| 8. | Fabio Parra          | Colombie    | Café de Colombia | +  | 7 min 44 s       |  |
| 9. | Anselmo Fuerte       | Espagne     | Zor-BH           | +  | 10 min 50 s      |  |
| 10. | Pedro Delgado        | Espagne     | PDM              | +  | 11 min 50 s      |  |

## Étapes
| N°       | Date     | Villes étapes                      | km         | Vainqueur d'étape      | Leader du général   |
| Prologue | 22 avril | Palma de Majorque                  | 5,7 (CLM)  | Thierry Marie          | Thierry Marie       |
| 1re      | 23 avril | Palma de Majorque                  | 190        | Marc Gomez             | Marc Gomez          |
| 2e       | 24 avril | Barcelone                          | 182        | Manuel Jorge Domínguez | Marc Gomez          |
| 3e       | 25 avril | Lérida - Saragosse                 | 212        | Eddy Planckaert        | Marc Gomez          |
| 4e       | 26 avril | Saragosse - Logroño                | 192        | Alfonso Gutiérrez      | Marc Gomez          |
| 5e       | 27 avril | Haro - Santander                   | 202        | Jesús Blanco Villar    | Jesús Blanco Villar |
| 6e       | 28 avril | Santander - Lacs de Covadonga      | 191        | Robert Millar          | Robert Millar       |
| 7e       | 29 avril | Cangas de Onís - Oviedo            | 180        | Eddy Planckaert        | Robert Millar       |
| 8e       | 30 avril | Oviedo - Alto del Naranco          | 9,7 (CLM)  | Marino Lejarreta       | Robert Millar       |
| 9e       | 1er mai  | Oviedo - San Isidro                | 180        | Charly Mottet          | Robert Millar       |
| 10e      | 2 mai    | San Isidro - Palencia              | 193        | Sean Kelly             | Robert Millar       |
| 11e      | 3 mai    | Valladolid                         | 29,1 (CLM) | Charly Mottet          | Álvaro Pino         |
| 12e      | 4 mai    | Valladolid - Ségovie               | 258        | Reimund Dietzen        | Álvaro Pino         |
| 13e      | 5 mai    | Ségovie - Villalba                 | 148        | Sean Kelly             | Álvaro Pino         |
| 14e      | 6 mai    | Madrid - Leganés                   | 165        | José Recio             | Álvaro Pino         |
| 15e      | 7 mai    | Aranjuez - Albacete                | 207        | Jon "Tati" Egiarte     | Álvaro Pino         |
| 16e      | 8 mai    | Albacete - Jaén                    | 264        | Alain Bondue           | Álvaro Pino         |
| 17e      | 9 mai    | Jaén - Sierra Nevada               | 172        | Felipe Yáñez           | Álvaro Pino         |
| 18e      | 10 mai   | Grenade - Benalmádena              | 191        | Viktor Demidenko       | Álvaro Pino         |
| 19e      | 11 mai   | Benalmádena - Puerto Real          | 234        | Jesús Blanco Villar    | Álvaro Pino         |
| 20e      | 12 mai   | Puerto Real - Jerez de la Frontera | 239        | Marc Gomez             | Álvaro Pino         |
| 21e      | 13 mai   | Jerez de la Frontera               | 22 (CLM)   | Álvaro Pino            | Álvaro Pino         |

## Classements annexes
| \| 1. \| Sean Kelly \| Irlande \| KAS \| 253 points \| \| 2. \| Pello Ruiz Cabestany \| Espagne \| Seat Orbea \| 197 points \| \| 3. \| Álvaro Pino \| Espagne \| Zor-BH \| 129 points \| |                      |         |            |            |
| 1. | Sean Kelly           | Irlande | KAS        | 253 points |
| 2. | Pello Ruiz Cabestany | Espagne | Seat Orbea | 197 points |
| 3. | Álvaro Pino          | Espagne | Zor-BH     | 129 points |

| \| 1. \| José Luis Laguía \| Espagne \| Reynolds \| 146 points \| \| 2. \| Álvaro Pino \| Espagne \| Zor-BH \| 104 points \| \| 3. \| Eduardo Chozas \| Espagne \| Teka \| 90 points \| |                  |         |          |            |
| 1. | José Luis Laguía | Espagne | Reynolds | 146 points |
| 2. | Álvaro Pino      | Espagne | Zor-BH   | 104 points |
| 3. | Eduardo Chozas   | Espagne | Teka     | 90 points  |

| \| 1. \| Benny Van Brabant \| Belgique \| SAF \| 31 points \| |                   |          |     |           |
| 1.                                                            | Benny Van Brabant | Belgique | SAF | 31 points |

| \| 1. \| Pascal Jules \| France \| Seat Orbea \| \| |              |        |            |  |
| 1.                                                  | Pascal Jules | France | Seat Orbea |  |

| \| 1. \| Omar Hernández \| Colombie \| Ryalcao Postobón \| 98 h 37 min 51 s \| |                |          |                  |                  |
| 1.                                                                             | Omar Hernández | Colombie | Ryalcao Postobón | 98 h 37 min 51 s |

| \| 1. \| Sean Kelly \| Irlande \| KAS \| \| |            |         |     |  |
| 1.                                          | Sean Kelly | Irlande | KAS |  |

| \| 1. \| Zor-BH \| Espagne \| 295 h 09 min 40 s \| |        |         |                   |
| 1.                                                 | Zor-BH | Espagne | 295 h 09 min 40 s |

## Liste des coureurs
- Liste de départ complète

| PDM - Gin MG | Zor - BH | Kas |
| - 1 Pedro Delgado (Esp) - 2 Gerrie Knetemann (Hol) - 3 Stefan Mutter (Sui) - 4 Gerard Veldscholten (Hol) - 5 Jan van Wijk (en) (Hol) - 6 Peter Hoondert (Hol) - 7 Wim Arras (Bel) - 8 René Beuker (nl) (Hol) - 9 Hans Langerijs (es) (Hol) - 10 Henk Boeve (nl) (Hol)                                                    | - 11 Francisco Rodriguez (Col) - 12 Álvaro Pino (Esp) - 13 José Luis Navarro (Esp) - 14 Juan Fernández Martín (Esp) - 15 Philippe Bouvatier (Fra) - 16 Guido Van Calster (Bel) - 17 Anselmo Fuerte (Esp) - 18 Jesús Rodríguez Magro (Esp) - 19 Francisco Antequera (Esp) - 20 Ángel Camarillo (Esp)                        | - 21 Sean Kelly (Irl) - 22 Jean-Luc Vandenbroucke (Bel) - 23 Iñaki Gastón (Esp) - 24 Dominique Garde (Fra) - 25 Éric Guyot (Fra) - 26 Javier Lukin (Esp) - 27 Philippe Poissonnier (Fra) - 28 Guy Gallopin (Fra) - 29 Jacques Decrion (Fra) - 30 Ronan Onghena (Bel)                                   |
| Kelme | Seat - Orbea | Panasonic |
| - 31 José Recio (Esp) - 32 Vicente Belda (Esp) - 33 Mariano Sánchez (Esp) - 34 Arsenio González (Esp) - 35 Alirio Chizabas (es) (Col) - 36 Carlos Emiro Gutiérrez (Col) - 37 Miguel Ángel Iglesias (Esp) - 38 Javier Castellar (es) (Esp) - 39 Ricardo Martínez Matey (Esp) - 40 Bernardo Alfonsel (Esp)                 | - 41 Pello Ruiz Cabestany (Esp) - 42 Marino Lejarreta (Esp) - 43 Jokin Mujika (Esp) - 44 Roland Le Clerc (Fra) - 45 Imanol Murga (Esp) - 46 Pascal Jules (Fra) - 47 Erwin Nijboer (Hol) - 48 José Salvador Sanchis (Esp) - 49 Jerónimo Ibáñez (en) (Esp) - 50 Manuel Jorge Domínguez (Esp)                                 | - 51 Robert Millar (Gbr) - 52 Allan Peiper (Aus) - 53 Gert-Jan Theunisse (Hol) - 54 Peter Winnen (Hol) - 55 Theo de Rooij (Hol) - 56 Jos Lammertink (Hol) - 57 Guy Nulens (Bel) - 58 Eddy Planckaert (Bel) - 59 Peter Harings (Hol) - 60 Danny Vanderaerden (Bel)                                      |
| Reynolds | Lois - Fangio | Teka |
| - 61 Miguel Indurain (Esp) - 62 Julián Gorospe (Esp) - 63 Ángel Arroyo (Esp) - 64 Marc Gomez (Fra) - 65 Celestino Prieto (Esp) - 66 José Luis Laguía (Esp) - 67 Carlos Hernández Bailo (Esp) - 68 Samuel Cabrera (Col) - 69 Rubén Gorospe (Esp) - 70 Anastasio Greciano (Esp)                                            | - 71 Patrick Versluys (Bel) - 72 Filip Van Vooren (en) (Bel) - 73 Edwin Bafcop (Bel) - 74 William Tackaert (Bel) - 75 Luc Wallays (Bel) - 76 Patrick Verplancke (Bel) - 77 Bruno Geuens (Bel) - 78 Gery Verlinden (Bel) - 79 Christian Wauters (Bel) - 80 Dirk Demol (Bel)                                                 | - 81 Jesús Blanco Villar (Esp) - 82 Reimund Dietzen (All) - 83 Peter Hilse (All) - 84 Alfonso Gutiérrez (Esp) - 85 Eduardo Chozas (Esp) - 86 José Ángel Sarrapio (Esp) - 87 Antonio Agudelo (Col) - 88 Enrique Aja (Esp) - 89 Federico Echave (Esp) - 90 Fernando Pacheco (es) (Esp)                   |
| Pegaso - Système U | Sélection URSS | Sélection Pologne |
| - 91 Laurent Fignon (Fra) - 92 Alain Bondue (Fra) - 93 Éric Boyer (Fra) - 94 Christophe Lavainne (Fra) - 95 Dominique Lecrocq (Fra) - 96 Yvon Madiot (Fra) - 97 Thierry Marie (Fra) - 98 Charly Mottet (Fra) - 99 Pascal Robert (Fra) - 100 Denis Roux (Fra)                                                             | - 101 Vladimir Muravskis (Urss) - 102 Ivan Ivanov (Urss) - 103 Viktor Demidenko (Urss) - 104 Andreï Vedernikov (Urss) - 105 Youri Kachirine (Urss) - 106 Alexander Osipov (Urss) - 107 Vladimir Volochin (Urss) - 108 Oleg Logvine (Urss) - 109 Serguei Ermatchenko (Urss) - 110 Sergueï Soukhoroutchenkov (Urss)          | - 111 Krzysztof Chrabaszcy (Pol) - 112 Sławomir Podwójniak (Pol) - 113 Darius Kaiser (Pol) - 114 Zbigniew Ludwiniak (Pol) - 115 Andrzej Półkośnik (Pol) - 116 Tadeusz Piotrowicz (Pol) - 117 Roman Rękosiewicz (Pol) - 118 Wiesław Stopa (Pol) - 119 Zbigniew Haitner (Pol) - 120 Tadeusz Mytnik (Pol) |
| Zahor | Dormilón | Ryalcao Postobón |
| - 121 Felipe Yáñez (Esp) - 122 Juan Tomás Martínez (es) (Esp) - 123 Jesús Suárez Cueva (Esp) - 124 Isidro Juárez (Esp) - 125 Sabino Angoitia (Esp) - 126 Manuel Carrera (ca) (Esp) - 127 Alberto Leanizbarrutia (Esp) - 128 Jésus Gabriel Argintxona (Esp) - 129 Juan María Eguiarte (Esp) - 130 Santiago Portillo (Esp) | - 131 Lucien Van Impe (Bel) - 132 Roberto Córdoba (Esp) - 133 Francisco Espinosa (Esp) - 134 José Rafael García (Esp) - 135 Jesús Guzmán (ca) (Esp) - 136 Juan Martínez Oliver (Esp) - 137 José María Moreno (ca) (Esp) - 138 Juan Alberto Reig (Esp) - 139 José del Ramo (Esp) - 140 Benny Van Brabant (Bel)              | - 141 Rogelio Arango (en) (Col) - 142 Reynel Montoya (Col) - 143 Néstor Mora (Col) - 144 Omar Hernández (Col) - 145 Pablo Wilches (Col) - 146 Carlos Mario Jaramillo (Col) - 147 Segundo Chaparro (Col) - 148 Marco Bernal (Col) - 149 Luis Fernando Mosquera (Col) - 150 Héctor Patarroyo (es) (Col)  |
| Café de Colombia - Varta | Colchón CR | |
| - 151 Fabio Parra (Col) - 152 Edgar Corredor (Col) - 153 José Patrocinio Jiménez (Col) - 154 Rafael Acevedo (Col) - 155 Abelardo Rondón (Col) - 156 Alfonso López (en) (Col) - 157 Hernán Cristobal Díaz (Col) - 158 Marco Antonio León (en) (Col) - 159 Hermán Loayza (es) (Col) - 160 Juan Carlos Castillo (Col)       | - 161 Ricardo Zúñiga (ca) (Esp) - 162 Faustino Cueli (ca) (Esp) - 163 Hipólito Verdú (Esp) - 164 Vicente Barberá (Esp) - 165 Valentín Dorronsoro (Esp) - 166 José Coll (Esp) - 167 Francisco Cambil (Esp) - 168 Jesús Rodríguez Rodríguez (es) (Esp) - 169 Guillermo de la Peña (en) (Esp) - 170 José Claramunt (es) (Esp) | |